# Dapanoptera torricelliana
Dapanoptera torricelliana là một loài ruồi trong họ Limoniidae. Chúng phân bố ở miền Australasia.